# Zemský okres Dahme-Sprévský les
Zemský okres Dahme-Sprévský les (německy Landkreis Dahme-Spreewald) je zemský okres v německé spolkové zemi Braniborsko. Sídlem správy zemského okresu je město Lübben (Spreewald). Má přibližně 160 tisíc obyvatel.

## Města a obce
| Města: 1. Golßen 2. Königs Wusterhausen 3. Lieberose 4. Lübben (Spreewald) 5. Luckau 6. Märkisch Buchholz 7. Mittenwalde 8. Teupitz 9. Wildau | Obce: 1. Alt Zauche-Wußwerk 2. Bersteland 3. Bestensee 4. Byhleguhre-Byhlen (Běła Góra-Bělin) 5. Drahnsdorf 6. Eichwalde 7. Groß Köris 8. Halbe 9. Heideblick 10. Heidesee 11. Jamlitz 12. Kasel-Golzig 13. Krausnick-Groß Wasserburg 14. Märkische Heide 15. Münchehofe 16. Neu Zauche (Nowa Niwa) 17. Rietzneuendorf-Staakow 18. Schlepzig 19. Schönefeld 20. Schönwald 21. Schulzendorf 22. Schwerin 23. Schwielochsee 24. Spreewaldheide 25. Steinreich 26. Straupitz (Tšupc) 27. Unterspreewald 28. Zeuthen |